# Coppa Italia Serie D 2011-2012
La Coppa Italia Serie D 2011-2012 è stata la tredicesima edizione della manifestazione. Vi hanno partecipato tutte le 168 squadre iscritte al campionato di Serie D 2011-2012 che si sono affrontate in partite ad eliminazione diretta. È iniziata il 21 agosto 2011 ed è terminata il 2 maggio 2012.

## Regolamento
Il turno preliminare, il primo turno, i trentaduesimi, i sedicesimi, gli ottavi di finale ed i quarti di finale saranno disputati con gare di sola andata. Le semifinali saranno disputate con gare di andata e ritorno e la finale in gara unica.
Nel caso di parità al termine degli incontri, sia di sola andata che andata/ritorno, non verranno disputati i tempi supplementari ma si tireranno direttamente i calci di rigore. Per la finale invece sono previsti supplementari e rigori.

## Turno preliminare
Il turno preliminare prevede la disputa di 50 gare di sola andata riservato alle seguenti squadre :
- 36 società neopromosse
- 2 società retrocesse dalla 2ª Divisione
- 16 società vincenti i play-out 2010/2011 e salve con un distacco superiore ad 8 punti.
- 11 società ripescate
- 5 società inserite in soprannumero (Brindisi, Cosenza, Montecchio Maggiore, Ravenna e Salerno)
- 27 società classificatesi al nono posto nel girone C, al decimo nei gironi B, C, D, E, G, H, all'undicesimo nei gironi B, D, E, G, H, I, al dodicesimo nei gironi A, B, C, D, E, F, G, I, al tredicesimo nei gironi A, F, H, I, al quattordicesimo nei gironi A, F (Sanvitese, Cantù San Paolo, Pordenone, Rudianese, Sporting Terni, Arzachena, Boville Ernica, Virtus Vecomp Verona, Tuttocuoio, Pontevecchio, Anziolavinio, Sant'Antonio Abate, Real Nocera, Chiavari Caperana, Alzano Cene, Montebelluna, Fiorenzuola, Voluntas Spoleto, Sambenedettese, Selargius, Cittanova Interpiana, Chieri, Olympia Agnonese, Ars Et Labor Grottaglie, Acireale, Novese, Atletico Trivento)
- 3 società classificatesi al nono posto nel girone I, al decimo posto nel girone A, all'undicesimo posto nel girone F (Messina, Acqui, Luco Canistro)

## Primo turno
Il primo turno prevede la disputa di 54 gare di sola andata riservato alle seguenti squadre:
- 50 vincenti il turno preliminare;
- 58 ammesse di diritto, tranne le 9 società partecipanti alla TIM Cup 2011/2012 in organico alla Serie D (Bacoli Sibilla Flegrea, Casertana, Castel Rigone, Pomigliano, Pontedera, Tamai, Teramo, Valle d'Aoste, Voghera) e la finalista della Coppa Italia Serie D 2010–2011 (Turris).

## Trentaduesimi di finale
I trentaduesimi di finale prevede la disputa di 32 gare di sola andata riservato alle seguenti squadre:
- 54 vincenti il primo turno;
- 9 partecipanti alla TIM Cup 2010/2011 (Bacoli Sibilla Flegrea, Casertana, Castel Rigone, Pomigliano, Pontedera, Tamai, Teramo, Saint Cristophe, Voghera);
- 1 finalista Coppa Italia Serie D 2010/2011 (Turris);

## Quarti di finale
| Squadra 1            | Risultato       | Squadra 2     |
| -------------------- | --------------- | ------------- |
| 14/15/22.12.2011     |                 |               |
| Darfo Boario         | 1 - 1 (7-8 dtr) | SanDonàJesolo |
| Bogliasco D'Albertis | 1 - 0           | Pontisola     |
| Viterbese            | 2 - 0           | Santegidiese  |
| Sant'Antonio Abate   | 4 - 0           | Nardò         |

## Semifinali
| Squadra 1                                         | Totale | Squadra 2            | Andata | Ritorno |
| ------------------------------------------------- | ------ | -------------------- | ------ | ------- |
| andata (23.02/07.03.2012) ritorno (28/29.03.2012) |        |                      |        |         |
| SanDonàJesolo                                     | 2 - 2  | Bogliasco D'Albertis | 1 - 0  | 1 - 2   |
| Viterbese                                         | 2 - 4  | Sant'Antonio Abate   | 2 - 2  | 0 - 4   |

## Finale
| Arbitro: | Rapuano (Rimini) |

| |            | |
| Vitale 2’, 27’ | Marcatori  | 17’ Babuin                                                                                                 |
| D’Auria Tommaseo D’Aniello Imparato Cassese Angelino Aliperta Chierchia (30' Morella) Sifonetti (85' De Dilectis) Vitale Martone | Formazioni | Memo Poscoliero Travaglini Zanella Miniati Lavagnoli Gattoni Nichele Babuin (40' Marangon) Fantin Llullaku |
| Cimmino | Allenatori | Tedino |